# Ignacio Iglesias
Ignacio Iglesias Suárez (Mieres, Asturias, 1912 – París, 15 de octubre de 2005), fue un dirigente del Partido Obrero de Unificación Marxista (POUM) entre 1935 y 1937.

## Biografía
Ignacio Iglesias nació en el seno de una familia minera de tradiciones socialistas y comunistas. Estudió el bachillerato en Gijón y, en la misma ciudad, en la Escuela Industrial, los estudios de Perito Mecánico y Técnico Industrial.
Su fondo personal se encuentra depositado en el CRAI Biblioteca Pavelló de la República de la Universidad de Barcelona. Consta de documentación diversa sobre economía de guerra y sobre el depósito de oro de Moscú. También la Fundación Pablo Iglesias cuestiona documentación personal de Ignacio Iglesias Suárez, compuesta por correspondencia y documentación política.

### Segunda República
A finales de 1930 participó en la fundación de las Juventudes Comunistas en Sama de Langreo, de las que fue expulsado acusado de trotskista. Tras entrar en contacto con Juan Andrade y Andreu Nin, se afilió a la Izquierda Comunista de España. En esta organización escribió para su órgano, Comunismo, y fundó en Mieres una agrupación. 
Durante la Revolución de octubre de 1934 solicitó en nombre de la ICE el ingreso en la Alianza Obrera de Asturias, siendo miembro del Comité local de la misma durante la insurrección. Tras la derrota escapó a Madrid, desde donde se trasladó a Barcelona a petición de Nin. Mantuvo una estrecha colaboración con él hasta el regreso a Asturias en abril de 1936. 
El 29 de septiembre de 1935 la ICE se fusionó con el Bloque Obrero y Campesino dando nacimiento al POUM. Iglesias participó en la reunión fundacional, de la que quedó encargado de la dirección de la organización juvenil, la Juventud Comunista Ibérica. 

### Guerra Civil
Tras el estallido de la Guerra Civil Española el 18 de julio de 1936 formó parte de una columna minera con el objetivo de alcanzar Madrid. Esta columna combatió en León el 19 de julio, regresando a Asturias al conocer la sublevación del Ejército en Oviedo. En esa ciudad combatió con las milicias hasta su regreso a Sama de Langreo para ocupar un puesto en el Comité revolucionario local. 
Posteriormente se trasladó a Bilbao junto al dirigente poumista José Luis Arenillas con el objetivo de pasar a Francia y regresar a Barcelona, donde llegó en enero de 1937. En la capital de Cataluña se incorporó a la redacción de La Batalla como redactor político. 
Tras las Jornadas de mayo de 1937 el periódico fue clausurado, marchándose a Lérida junto a Víctor Alba con el objetivo de su edición en ese lugar. En ese periodo se desató la represión estalinista contra el POUM, por lo que regresó a Barcelona ya en condiciones de clandestinidad, donde editó junto a Jordi Arquer el órgano oficial del partido. Durante esa etapa contó con documentación falsa facilitada, en nombre del Consejo Soberano de Asturias y León, por el dirigente socialista asturiano Amador Fernández Montes. 
En el verano de 1938, debido a la dura represión sufrida por el POUM y a no poder efectuar tarea política efectiva alguna, ingresó en la 24.ª División del Ejército Popular de la República, procedente de las Milicias de la CNT, tras entrevistarse con varios miembros de la sección de Defensa del Comité Nacional de la central sindical anarcosindicalista. En la 24.ª División combatió encuadrado en la 119.ª Brigada Mixta. Posteriormente ingresó en la Escuela de Guerra de Barcelona, con cuyos integrantes se evacuó a Francia en 1939, llegando al Campo de concentración de Argelès-sur-Mer.

### Exilio en Francia
Debido a la ayuda de militantes del Partido Socialista Obrero y Campesino (PSOP), consiguió evadirse del campo y ocultarse en Perpiñán, desde donde partió hacia el este del país, pasando por Besançon, donde de nuevo recibió ayuda del PSOP, e ingresar en un albergue para refugiados españoles en Pontarlier. En esa localidad fue denunciado por un miembro del PCE que había trabajado en el consulado de la URSS en Barcelona, por lo que fue detenido y de nuevo trasladado al campo de concentración de Argelès. 
En enero de 1940 pudo salir del mismo y trasladarse a Dijon, donde consiguió trabajo gracias a la colaboración del PSOP. Tras el estallido de la Segunda Guerra Mundial y la ocupación alemana de Francia debió huir al sur, a Toulouse. Fue detenido en Montauban junto al dirigente del POUM, Wilebaldo Solano y otros militantes, siendo juzgados en noviembre de 1941 acusados de actividades comunistas, por el Régimen de Vichy. Fue condenado a doce años de trabajos forzados, siendo trasladado a la cárcel de Eysses el 15 de octubre de 1943. El 30 de mayo de 1944 fue trasladado por las tropas alemanas al campo de concentración de Dachau, en Baviera, siendo liberado por el Ejército de los Estados Unidos el 30 de abril de 1945, siendo repatriado el 25 de mayo a Francia, instalándose de nuevo en Toulouse. 
Tras cinco años de prisión, deportación y campos de concentración, se trasladó a Burdeos, desde donde se había reanudado la publicación de La Batalla por parte de Wilebaldo Solano. Pronto partió para París, donde se había establecido la dirección del POUM. Participó activamente en el Comité Ejecutivo en el exilio, editando el periódico, revistas, folletos, y estableciendo contactos con las organizaciones repartidos por Francia y los activos en el interior, fundamentalmente en Cataluña. En La Batalla escribió asiduamente, empleando los pseudónimos de Andrés Suárez, Luis Soto o Ramón Puig. Asimismo ejerció durante un breve periodo como director.
En 1953 abandonó el POUM, por discrepancias políticas debidas a la caracterización del régimen soviético, que definía como capitalista de Estado. Posteriormente, hasta su jubilación en 1972, trabajó como periodista y traductor para diversas publicaciones, escribiendo en Revista de Occidente, Cambio 16 o Historia y Vida.

## Obras
Publicó numerosos artículos, ensayos y libros, como Trotsky y la Revolución Española (editorial Zero, Bilbao, 1976), El proceso contra el POUM. Un episodio de la revolución española (ediciones Ruedo ibérico, París, 1974), La fase final de la guerra civil (Editorial Planeta, Barcelona, 1977) y León Trotsky y España (1930-1939) (Ediciones Júcar, Gijón, 1977). 